# Данченко Олег Сергійович
Оле́г Сергі́йович Да́нченко (нар. 1 серпня 1994, Запоріжжя, Україна) — український футболіст, півзахисник.

## Життєпис
Олег Сергійович Данченко народився 1 серпня 1994 року в Запоріжжі. Вихованець ДЮСШ запорізького «Металурга». У дитячо-юнацькій футбольній лізі України виступав з 2007 року по 2009 рік за «Металург». Свій останній матч у складі команди ДЮСШ провів 6 червня 2009 року проти юнаків з УФК «Дніпропетровськ», матч завершився з рахунком 2:2.
Після закінчення виступів у школі Олег перейшов до футбольного клубу «Динамо» з Хмельницького, який виступав тоді у другій лізі чемпіонату України. Два роки хлопець провів без участі у загальнонаціональних змаганнях. Але у сезоні 2010/11 Данченкові вдалося пробитися в основний склад команди. Так, 16 квітня 2011 року юнак вперше вийшов на поле у матчі проти білоцерківської «Росі», який подоляни програли з рахунком 3:0. Олег того дня відіграв 62 хвилини. Тієї ж весни до завершення сезону молодий футболіст відіграв ще п'ять матчів. Свій перший м'яч у дорослому футболі Данченко забив 7 травня того ж року у матчі проти чернігівської «Десни». Наступного сезону футболіст відіграв ще дванадцять матчів.
У лютому 2012 року, по завершені першої половини сезону 2011/12, Олег перейшов у футбольний клуб «Чорноморець» з міста Одеса. Перші два роки своїх виступів у клубі, Данченко грав у молодіжному (U-21) та юнацькому складах команди (U-19). За цей період спортсмен зіграв 36 матчів у U-21, у яких забив чотири голи, та один матч у команді U-19. Після того, як у 2014 році з основної команди клубу вийшло п'ять досвідчених легіонерів, для «Чорноморця» постала проблема недобору кадрів. Саме тому Олег отримав місце в основному складі команди «моряків». Футболіст дебютував у вищому дивізіоні українського чемпіонату, українській Прем'єр-лізі, 22 березня 2014 року в грі проти сімферопольської «Таврії», що закінчився з рахунком 0:0. Олег у тому матчі вийшов у стартовому складі команди й був замінений на 72-й хвилині на Торніке Окріашвілі. А вже 6 квітня Олег у матчі проти запорізького «Металурга», який закінчився з рахунком 3:0, віддав свою першу у професійному футболі гольову передачу на Олексія Гая. 13 травня Данченка разом з його одноклубником, Артемом Філімоновим було викликано до молодіжної збірної України, яка готувалася до турніру пам'яті Валерія Лобановського 2014 року, який так і не відбувся.
29 лютого 2016 року перейшов до донецького «Шахтаря», залишившись у складі «Чорноморця» до кінця сезону 2015/16 на умовах оренди. На початку серпня того ж року знову повернувся до складу одеської команди на правах оренди до кінця сезону 2016/17.
Влітку 2017 року був відданий в оренду в російський «Анжі».
14 січня 2022 року офіційно стало відомо, що гравець буде виступати на правах оренди за луганську «Зорю».
У лютому 2023 року на тренувальних зборах луганської «Зорі» в Туреччині Данченко пережив інфаркт під час тренування, його серце тричі зупинялося.

## Статистика виступів
| «Чорноморець» О                                               | ПЛ                | 13-14             | 8  | 0 | 1 | 0 | ПД | 15 | 4 | 24 | 4 |
| «Чорноморець» О                                               | ПЛ                | 12-13             | 0  | 0 | 0 | 0 | ПД | 19 | 0 | 19 | 0 |
| «Чорноморець» О                                               | ПЛ                | 11-12             | 0  | 0 | 0 | 0 | МП | 3  | 0 | 3  | 0 |
| «Чорноморець» О                                               | Всього            | Всього            | 8  | 0 | 1 | 0 |    | 37 | 4 | 46 | 4 |
| «Динамо» Хм                                                   | 2Л                | 11-12             | 12 | 1 | 1 | 0 | -  | -  | - | 13 | 1 |
| «Динамо» Хм                                                   | 2Л                | 10-11             | 6  | 1 | 0 | 0 | -  | -  | - | 6  | 1 |
| «Динамо» Хм                                                   | Всього            | Всього            | 18 | 2 | 1 | 0 |    | 0  | 0 | 19 | 2 |
| Всього за кар'єру                                             | Всього за кар'єру | Всього за кар'єру | 26 | 2 | 2 | 0 |    | 37 | 4 | 65 | 6 |
| 2Л; — друга ліга; МП — молодіжна першість; ПЛ — Прем'єр-ліга. |                   |                   |    |   |   |   |    |    |   |    |   |
| Останнє оновлення 20 травня 2014.                             |                   |                   |    |   |   |   |    |    |   |    |   |

## Досягнення

### Індивідуальні
- У списках найкращих футболістів України: 2016/17.